# غرور، اعزاز
غرور (به عربی: غرور) یک روستا در سوریه است که در ناحیه اخترین واقع شده‌است. غرور ۹۱۵ نفر جمعیت دارد.